# Club Atlético Tigre
Il Club Atlético Tigre, chiamato comunemente solo Tigre o "Matador", è una società calcistica con sede a Victoria (dipartimento San Fernando), in Argentina. Gioca nella Primera División, la massima serie del campionato argentino.

## Storia
Dal 1931 il Club Atlético Tigre ha disputato 24 campionati nella prima divisione argentina, arrivando tre volte al secondo posto. La sua prima retrocessione in seconda divisione è avvenuta nel 1942. Nel 2019 ha vinto l'unica edizione della Copa de la Superliga battendo il Boca Juniors.

### Coppa Sudamericana 2012
Il suo punto più alto a livello internazionale è stata la finale di Coppa Sudamericana del 2012, finita con la sconfitta a tavolino contro il San Paolo, dopo che nel ritorno al Morumbi i giocatori hanno rifiutato di scendere in campo nel secondo tempo adducendo di aver subito atti di violenza negli spogliatoi.

## Colori
I colori sociali del C.A. Tigre sono il rosso e il blu e la voce popolare vuole che ciò sia dovuto al fatto che la prima muta di casacche del club fosse stata donata a José Dellagiovanna da un commerciante, Adolfo Leber, originario del Canton Ticino il cui scudo è dei colori succitati.

## Stadio
Il club disputa le sue partite interne presso l'Estadio José Dellagiovanna.

## Organico

### Rosa 2025
| N. |                      | Ruolo | Calciatore      |
| -- | -------------------- | ----- | --------------- |
| 1  | Argentina (bandiera) | P     | Luka Fuster     |
| 2  | Argentina (bandiera) | D     | Joaquín Laso    |
| 3  | Argentina (bandiera) | D     | Nahuel Banegas  |
| 4  | Argentina (bandiera) | D     | Martín Ortega   |
| 5  | Argentina (bandiera) | C     | Bruno Leyes     |
| 6  | Argentina (bandiera) | D     | Diego Sosa      |
| 7  | Argentina (bandiera) | C     | Simón Rivero    |
| 8  | Argentina (bandiera) | D     | Martín Garay    |
| 9  | Argentina (bandiera) | A     | David Romero    |
| 10 | Argentina (bandiera) | C     | Jabes Saralegui |
| 11 | Argentina (bandiera) | A     | Héctor Fértoli  |
| 12 | Argentina (bandiera) | P     | Felipe Zenobio  |
| 14 | Argentina (bandiera) | D     | Tomás Cardona   |
| 15 | Argentina (bandiera) | D     | Ángelo Marchese |
| 17 | Cile (bandiera)      | D     | Guillermo Soto  |
| 18 | Paraguay (bandiera)  | C     | Blas Armoa      |

| N. |                      | Ruolo | Calciatore        |
| -- | -------------------- | ----- | ----------------- |
| 19 | Paraguay (bandiera)  | A     | Alfio Oviedo      |
| 20 | Argentina (bandiera) | D     | Alan Barrionuevo  |
| 21 | Argentina (bandiera) | C     | Sebastián Medina  |
| 22 | Argentina (bandiera) | C     | Julián López      |
| 23 | Argentina (bandiera) | C     | Gonzalo Piñeiro   |
| 24 | Argentina (bandiera) | D     | Federico Álvarez  |
| 25 | Argentina (bandiera) | D     | Valentín Moreno   |
| 26 | Argentina (bandiera) | P     | Tomás Sultani     |
| 27 | Argentina (bandiera) | C     | Santiago González |
| 29 | Argentina (bandiera) | A     | Ignacio Russo     |
| 32 | Argentina (bandiera) | A     | Braian Martínez   |
| 33 | Argentina (bandiera) | C     | Elías Cabrera     |
| 38 | Argentina (bandiera) | D     | Tomás Fernández   |
| 42 | Uruguay (bandiera)   | D     | Ramón Arias       |
|    | Argentina (bandiera) | A     | Darío Sarmiento   |

### Rosa 2022-2023
| N. |                      | Ruolo | Calciatore           |
| -- | -------------------- | ----- | -------------------- |
| 1  | Argentina (bandiera) | P     | Federico Gomes Gerth |
| 2  | Argentina (bandiera) | D     | Emanuel Aguilera     |
| 4  | Argentina (bandiera) | D     | Martín Ortega        |
| 5  | Argentina (bandiera) | C     | Sebastián Prediguer  |
| 6  | Argentina (bandiera) | D     | Abel Luciatti        |
| 7  | Paraguay (bandiera)  | C     | Blas Armoa           |
| 8  | Argentina (bandiera) | A     | Santiago Vera        |
| 9  | Argentina (bandiera) | A     | Ijiel Protti         |
| 10 | Argentina (bandiera) | C     | Lucas Menossi        |
| 11 | Argentina (bandiera) | A     | Facundo Colidio      |
| 13 | Argentina (bandiera) | D     | Lautaro Montoya      |
| 15 | Argentina (bandiera) | C     | Agustín Cardozo      |
| 16 | Argentina (bandiera) | C     | Alexis Castro        |
| 17 | Argentina (bandiera) | D     | Lucas Blondel        |

| N. |                      | Ruolo | Calciatore        |
| -- | -------------------- | ----- | ----------------- |
| 20 | Argentina (bandiera) | A     | Sebastián Prieto  |
| 21 | Argentina (bandiera) | C     | Sebastián Medina  |
| 22 | Argentina (bandiera) | C     | Agustín Obando    |
| 23 | Argentina (bandiera) | P     | Gonzalo Marinelli |
| 24 | Argentina (bandiera) | C     | Martín Garay      |
| 25 | Argentina (bandiera) | C     | Agustin Baldi     |
| 26 | Argentina (bandiera) | C     | Ezequiel Forclaz  |
| 27 | Argentina (bandiera) | C     | Cristian Zabala   |
| 28 | Argentina (bandiera) | C     | Aaron Molinas     |
| 29 | Argentina (bandiera) | A     | Tomás Badaloni    |
| 33 | Paraguay (bandiera)  | P     | Santiago Rojas    |
| 36 | Argentina (bandiera) | D     | Víctor Cabrera    |
| 37 | Argentina (bandiera) | C     | Leonel Miranda    |

### Rosa 2021-2022
| N. |                      | Ruolo | Calciatore             |
| -- | -------------------- | ----- | ---------------------- |
| 1  | Argentina (bandiera) | P     | Gonzalo Marinelli      |
| 2  | Argentina (bandiera) | D     | Ezequiel Rodríguez     |
| 3  | Argentina (bandiera) | D     | Néstor Moiraghi        |
| 4  | Argentina (bandiera) | D     | Facundo Giacopuzzi     |
| 5  | Argentina (bandiera) | D     | Fernando Alarcón       |
| 6  | Argentina (bandiera) | C     | Román Martínez         |
| 7  | Argentina (bandiera) | A     | Carlos Luna            |
| 8  | Argentina (bandiera) | C     | Martín Galmarini       |
| 9  | Argentina (bandiera) | A     | Enzo Díaz              |
| 10 | Argentina (bandiera) | C     | Diego Morales          |
| 12 | Argentina (bandiera) | P     | Marco Wolff            |
| 13 | Argentina (bandiera) | P     | Felipe Zenobio         |
| 14 | Argentina (bandiera) | A     | Facundo Melivilo       |
| 15 | Argentina (bandiera) | C     | Juan Ignacio Cavallaro |
| 18 | Argentina (bandiera) | C     | Franco Bustamante      |
| 19 | Italia (bandiera)    | A     | Mateo Retegui          |
| 21 | Argentina (bandiera) | C     | Sebastián Prediguer    |
| 25 | Argentina (bandiera) | D     | Brian Leizza           |
| 27 | Argentina (bandiera) | C     | Agustín Cardozo        |
| 28 | Argentina (bandiera) | A     | Iván Bolaño            |

| N. |                      | Ruolo | Calciatore           |
| -- | -------------------- | ----- | -------------------- |
| 29 | Argentina (bandiera) | D     | Diego Sosa           |
| 31 | Argentina (bandiera) | D     | David Gallardo       |
| 32 | Argentina (bandiera) | C     | Diego Becker         |
| 33 | Argentina (bandiera) | D     | Nicolás Sansotre     |
| 34 | Argentina (bandiera) | A     | Ijiel Protti         |
| 35 | Argentina (bandiera) | A     | Pablo Magnín         |
| 36 | Argentina (bandiera) | D     | Abel Luciatti        |
| 37 | Argentina (bandiera) | D     | Facundo Monteseirín  |
| 38 | Argentina (bandiera) | D     | Sebastián Prieto     |
| 39 | Argentina (bandiera) | A     | Ivo Kestler          |
| 40 | Argentina (bandiera) | P     | Federico Gomes Gerth |
| 41 | Argentina (bandiera) | P     | Nicolás Navarro      |
| 42 | Argentina (bandiera) | C     | Mateo Cáceres        |
| 43 | Argentina (bandiera) | C     | Agustín Baldi        |
| 44 | Argentina (bandiera) | D     | Francisco Alegre     |
| 45 | Argentina (bandiera) | C     | Franco Cardozo       |
| 46 | Argentina (bandiera) | A     | Gonzalo Flores       |
| 47 | Argentina (bandiera) | C     | Iván Vera            |

### Rosa 2020-2021
| N. |                      | Ruolo | Calciatore             |
| -- | -------------------- | ----- | ---------------------- |
| 1  | Argentina (bandiera) | P     | Gonzalo Marinelli      |
| 2  | Argentina (bandiera) | D     | Ezequiel Rodríguez     |
| 3  | Argentina (bandiera) | D     | Néstor Moiraghi        |
| 4  | Argentina (bandiera) | D     | Facundo Giacopuzzi     |
| 5  | Argentina (bandiera) | D     | Fernando Alarcón       |
| 6  | Argentina (bandiera) | C     | Román Martínez         |
| 7  | Argentina (bandiera) | A     | Carlos Luna            |
| 8  | Argentina (bandiera) | C     | Martín Galmarini       |
| 9  | Argentina (bandiera) | A     | Enzo Díaz              |
| 10 | Argentina (bandiera) | C     | Diego Morales          |
| 12 | Argentina (bandiera) | P     | Marco Wolff            |
| 13 | Argentina (bandiera) | P     | Felipe Zenobio         |
| 14 | Argentina (bandiera) | A     | Facundo Melivilo       |
| 15 | Argentina (bandiera) | C     | Juan Ignacio Cavallaro |
| 18 | Argentina (bandiera) | C     | Franco Bustamante      |
| 19 | Italia (bandiera)    | A     | Mateo Retegui          |
| 21 | Argentina (bandiera) | C     | Sebastián Prediguer    |
| 25 | Argentina (bandiera) | D     | Brian Leizza           |
| 27 | Argentina (bandiera) | C     | Agustín Cardozo        |
| 28 | Argentina (bandiera) | A     | Iván Bolaño            |

| N. |                      | Ruolo | Calciatore           |
| -- | -------------------- | ----- | -------------------- |
| 29 | Argentina (bandiera) | D     | Diego Sosa           |
| 31 | Argentina (bandiera) | D     | David Gallardo       |
| 32 | Argentina (bandiera) | C     | Diego Becker         |
| 33 | Argentina (bandiera) | D     | Nicolás Sansotre     |
| 34 | Argentina (bandiera) | A     | Ijiel Protti         |
| 35 | Argentina (bandiera) | A     | Pablo Magnín         |
| 36 | Argentina (bandiera) | D     | Abel Luciatti        |
| 37 | Argentina (bandiera) | D     | Facundo Monteseirín  |
| 38 | Argentina (bandiera) | D     | Sebastián Prieto     |
| 39 | Argentina (bandiera) | A     | Ivo Kestler          |
| 40 | Argentina (bandiera) | P     | Federico Gomes Gerth |
| 41 | Argentina (bandiera) | P     | Nicolás Navarro      |
| 42 | Argentina (bandiera) | C     | Mateo Cáceres        |
| 43 | Argentina (bandiera) | C     | Agustín Baldi        |
| 44 | Argentina (bandiera) | D     | Francisco Alegre     |
| 45 | Argentina (bandiera) | C     | Franco Cardozo       |
| 46 | Argentina (bandiera) | A     | Gonzalo Flores       |
| 47 | Argentina (bandiera) | C     | Iván Vera            |

### Rosa 2018-2019
| N. |                      | Ruolo | Calciatore         |
| -- | -------------------- | ----- | ------------------ |
| 2  | Argentina (bandiera) | C     | Ezequiel Rodríguez |
| 3  | Argentina (bandiera) | D     | Néstor Moiraghi    |
| 4  | Argentina (bandiera) | D     | Alexis Niz         |
| 5  | Argentina (bandiera) | C     | Lucas Menossi      |
| 6  | Argentina (bandiera) | D     | Ignacio Canuto     |
| 7  | Argentina (bandiera) | A     | Carlos Luna        |
| 8  | Argentina (bandiera) | C     | Martín Galmarini   |
| 9  | Argentina (bandiera) | A     | Federico González  |
| 10 | Argentina (bandiera) | C     | Diego Morales      |
| 11 | Argentina (bandiera) | C     | Lucas Janson       |
| 12 | Uruguay (bandiera)   | P     | Gastón Guruceaga   |
| 13 | Argentina (bandiera) | D     | Braian Ruíz        |
| 14 | Argentina (bandiera) | C     | Walter Montillo    |
| 15 | Argentina (bandiera) | C     | Juan Cavallaro     |
| 16 | Argentina (bandiera) | C     | Nicolás Colazo     |

| N. |                      | Ruolo | Calciatore           |
| -- | -------------------- | ----- | -------------------- |
| 17 | Argentina (bandiera) | D     | Matías Pérez Acuña   |
| 18 | Argentina (bandiera) | C     | Franco Bustamante    |
| 19 | Uruguay (bandiera)   | C     | Gerardo Alcoba       |
| 20 | Argentina (bandiera) | C     | Lucas Rodríguez      |
| 21 | Argentina (bandiera) | C     | Sebastián Prediguer  |
| 22 | Argentina (bandiera) | C     | Jorge Ortiz          |
| 23 | Argentina (bandiera) | P     | Gonzalo Marinelli    |
| 25 | Argentina (bandiera) | C     | Maximiliano González |
| 26 | Uruguay (bandiera)   | A     | Hugo Silveira        |
| 27 | Argentina (bandiera) | C     | Agustín Cardozo      |
| 28 | Uruguay (bandiera)   | A     | Diego Vera           |
| 29 | Argentina (bandiera) | D     | Diego Sosa           |
| 30 | Argentina (bandiera) | C     | Iván Bolaño          |
| 34 | Argentina (bandiera) | P     | Marcos Wolff         |

### Rosa 2017-2018
| N. |                      | Ruolo | Calciatore          |
| -- | -------------------- | ----- | ------------------- |
| 1  | Argentina (bandiera) | P     | Julio Chiarini      |
| 2  | Uruguay (bandiera)   | D     | Carlos Rodríguez    |
| 3  | Argentina (bandiera) | D     | Juan Carlos Blengio |
| 4  | Argentina (bandiera) | D     | Alexis Niz          |
| 5  | Argentina (bandiera) | C     | Lucas Menossi       |
| 6  | Argentina (bandiera) | D     | Ignacio Canuto      |
| 7  | Argentina (bandiera) | A     | Carlos Luna         |
| 8  | Argentina (bandiera) | C     | Martín Galmarini    |
| 9  | Argentina (bandiera) | A     | Federico González   |
| 10 | Argentina (bandiera) | C     | Matías Pérez García |
| 11 | Argentina (bandiera) | C     | Jacobo Mansilla     |
| 12 | Argentina (bandiera) | P     | Federico Crivelli   |
| 13 | Argentina (bandiera) | A     | Ramón Mierez        |
| 14 | Argentina (bandiera) | C     | Walter Montillo     |
| 15 | Argentina (bandiera) | C     | Lucas Janson        |
| 16 | Uruguay (bandiera)   | D     | Mathías Abero       |
| 17 | Argentina (bandiera) | D     | Matías Pérez Acuña  |

| N. |                      | Ruolo | Calciatore          |
| -- | -------------------- | ----- | ------------------- |
| 18 | Argentina (bandiera) | C     | Ivo Hong            |
| 19 | Argentina (bandiera) | C     | Ezequiel Rodríguez  |
| 20 | Argentina (bandiera) | C     | Diego Morales       |
| 21 | Argentina (bandiera) | C     | Sebastián Prediguer |
| 22 | Argentina (bandiera) | A     | Denis Stracqualursi |
| 23 | Argentina (bandiera) | D     | Gastón Bojanich     |
| 24 | Argentina (bandiera) | C     | Daniel Imperiale    |
| 26 | Argentina (bandiera) | D     | Ezequiel Garré      |
| 27 | Argentina (bandiera) | C     | Agustín Cardozo     |
| 28 | Argentina (bandiera) | C     | Javier Iritier      |
| 29 | Argentina (bandiera) | D     | Diego Sosa          |
| 30 | Argentina (bandiera) | C     | Iván Bolaño         |
| 31 | Argentina (bandiera) | P     | Maximiliano Díaz    |
| 32 | Argentina (bandiera) | D     | Maximiliano Caire   |
| 34 | Argentina (bandiera) | P     | Marcos Wolff        |
|    | Argentina (bandiera) | C     | Nicolás Bertochi    |

### Rosa 2016-2017
| N. |                      | Ruolo | Calciatore              |
| -- | -------------------- | ----- | ----------------------- |
| 1  | Argentina (bandiera) | P     | Javier Hernán García    |
| 2  | Argentina (bandiera) | D     | Erik Godoy              |
| 3  | Argentina (bandiera) | D     | Juan Carlos Blengio     |
| 4  | Uruguay (bandiera)   | D     | Paulo Lima              |
| 5  | Argentina (bandiera) | C     | Diego Castaño           |
| 6  | Argentina (bandiera) | D     | Oliver Benítez          |
| 7  | Argentina (bandiera) | A     | Carlos Luna             |
| 8  | Argentina (bandiera) | C     | Martín Galmarini        |
| 9  | Argentina (bandiera) | A     | Federico González       |
| 10 | Argentina (bandiera) | C     | Lucas Wilchez           |
| 11 | Argentina (bandiera) | C     | Diego Morales           |
| 12 | Argentina (bandiera) | P     | Fernando Lugo           |
| 13 | Uruguay (bandiera)   | C     | Jorge Marcelo Rodríguez |
| 14 | Argentina (bandiera) | C     | Alexis Castro           |
| 15 | Argentina (bandiera) | A     | Lucas Janson            |
| 16 | Argentina (bandiera) | C     | Gaspar Íñiguez          |

| N. |                      | Ruolo | Calciatore           |
| -- | -------------------- | ----- | -------------------- |
| 17 | Argentina (bandiera) | C     | Emiliano Ellacopulos |
| 18 | Argentina (bandiera) | C     | Kevin Itabel         |
| 19 | Colombia (bandiera)  | A     | Sebastián Rincón     |
| 20 | Argentina (bandiera) | A     | Ramón Mierez         |
| 21 | Argentina (bandiera) | D     | Mariano Echeverría   |
| 23 | Argentina (bandiera) | P     | Adrián Gabbarini     |
| 24 | Argentina (bandiera) | D     | Ignacio Bonadío      |
| 25 | Argentina (bandiera) | D     | Bruno Urribarri      |
| 26 | Argentina (bandiera) | C     | Lucas Menossi        |
| 28 | Argentina (bandiera) | D     | Santiago Villarreal  |
| 30 | Argentina (bandiera) | C     | Fernando Redondo     |
| 32 | Argentina (bandiera) | D     | Emiliano Papa        |
| 34 | Argentina (bandiera) | P     | Nelson Ibáñez        |
|    | Argentina (bandiera) | C     | Agustín Cardozo      |
|    | Argentina (bandiera) | C     | Diego Sosa           |

### Rosa 2015
| N. |                      | Ruolo | Calciatore                   |
| -- | -------------------- | ----- | ---------------------------- |
| 1  | Argentina (bandiera) | P     | Javier García                |
| 2  | Argentina (bandiera) | D     | Erik Godoy                   |
| 3  | Argentina (bandiera) | D     | Juan Belgio                  |
| 5  | Argentina (bandiera) | C     | Joaquín Arzura               |
| 6  | Argentina (bandiera) | D     | Leandro Gonzalez             |
| 7  | Argentina (bandiera) | C     | Carlos Ariel Luna (capitano) |
| 8  | Argentina (bandiera) | D     | Martin Galmarini             |
| 9  | Argentina (bandiera) | C     | Facundo Bertoglio            |
| 10 | Argentina (bandiera) | C     | Lucas Wilchez                |
| 11 | Argentina (bandiera) | C     | Kevin Itabel                 |
| 12 | Argentina (bandiera) | P     | Fernando Lugo                |
| 13 | Argentina (bandiera) | D     | Alberto Stegman              |
| 14 | Argentina (bandiera) | C     | Alexis Castro                |
| 15 | Argentina (bandiera) | A     | Lucas Janson                 |

| N. |                      | Ruolo | Calciatore          |
| -- | -------------------- | ----- | ------------------- |
| 16 | Argentina (bandiera) | D     | Leandro Marín       |
| 17 | Argentina (bandiera) | D     | Santiago Izaguirre  |
| 18 | Argentina (bandiera) | C     | Agustín Pelletieri  |
| 19 | Colombia (bandiera)  | A     | Sebastían Rincón    |
| 21 | Argentina (bandiera) | D     | Mariano Echeverría  |
| 22 | Argentina (bandiera) | P     | Sebastián D'Angelo  |
| 23 | Argentina (bandiera) | A     | Leandro Garate      |
| 24 | Argentina (bandiera) | D     | Ignacio Bonadío     |
| 25 | Argentina (bandiera) | D     | Nicolás Pantaleone  |
| 26 | Argentina (bandiera) | C     | Lucas Ariel Menossi |
| 27 | Colombia (bandiera)  | A     | Jose Correa         |
| 29 | Argentina (bandiera) | C     | Mario Paglialunga   |
| 33 | Uruguay (bandiera)   | D     | Ernesto Goñi        |

## Palmarès

### Competizioni nazionali
- Copa de la Superliga: 1

2019
- Primera B Nacional: 5

1912 (amatoriale), 1945, 1953, 1979, 2021
- Terza B Metropolitana: 3

Clausura 1994, Apertura 2004, Clausura 2005

### Altri piazzamenti
- Campionato argentino:

Secondo posto: Apertura 2007, Apertura 2008, Clausura 2012
- Trofeo de Campeones de la Superliga Argentina:

Finalista: 2019
- Copa de la Liga Profesional:

Finalista: 2022
- Coppa Sudamericana:

Finalista: 2012

## Gemellaggi
- Deportivo Morón
- Alvarado (Mar del Plata)
- C.A. Excursionistas
- Atlético Tucumán

## Rivalità
- Chacarita Juniors
- Platense
- Nueva Chicago